# Welttag für menschenwürdige Arbeit

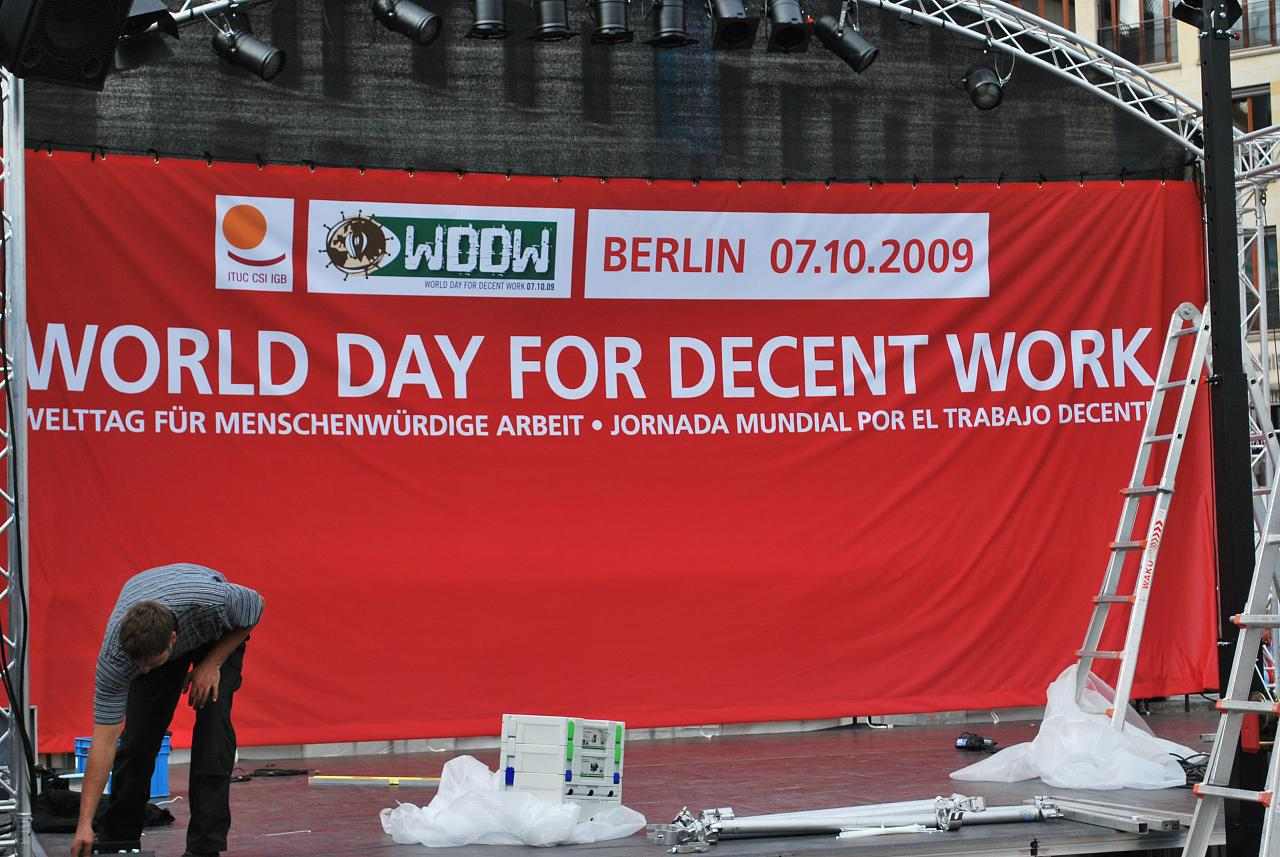
Bühne des WFMA am 7. Oktober 2009 in Berlin

Der Welttag für menschenwürdige Arbeit (WFMA, englisch world day for decent work, WDDW) wird jährlich am 7. Oktober begangen.

## Geschichte
Der Aktionstag wurde vom Internationalen Gewerkschaftsbund (IGB) bei dessen Neugründung im Jahr 2006 als internationaler Tag für Gute Arbeit ins Leben gerufen. Der Tag wurde zum ersten Mal im Jahr 2008 begangen.
An diesem Tag treten die Gewerkschaften weltweit und öffentlich für die Herstellung menschenwürdiger Arbeitsbedingungen ein und weisen damit auf ein Hauptanliegen des IGB hin. Darunter versteht der IGB in einem umfassenden Sinne insbesondere ein Verbot der Kinderarbeit, Maßnahmen, die der Benachteiligung von Frauen am Arbeitsplatz entgegenwirken (Gleichstellung), ein Hinwirken auf „qualitativ hochwertige öffentliche Dienste“, den Schutz der Umwelt, einen hinreichenden Arbeitsschutz der Beschäftigten und eine angemessene soziale Sicherung. In Deutschland wird unter anderem auf das Schwinden des Normalarbeitsverhältnisses und das Vordringen atypischer Beschäftigung und die Ausweitung des Niedriglohnsektors hingewiesen. Im Jahr 2013 veranstaltete der Deutsche Gewerkschaftsbund gemeinsam mit der Friedrich-Ebert-Stiftung anlässlich des WFMA eine internationale Konferenz zur Diskussion um die Einführung eines gesetzlichen Mindestlohns in Deutschland.